# Laviai Nielsen
Laviai Nielsen (ur. 13 marca 1996 w Londynie) – brytyjska lekkoatletka specjalizująca się w biegach sprinterskich.
Wraz z koleżankami z reprezentacji zdobyła srebro w biegu rozstawnym 4 × 400 metrów na juniorskich mistrzostwach świata w Eugene (2014). Mistrzyni Europy juniorów na dystansie 400 metrów oraz w sztafecie 4 × 400 metrów (2015). W 2017 startowała na halowych mistrzostwach Europy w Belgradzie, podczas których indywidualnie była czwarta w biegu na 400 metrów, a wchodząc w skład brytyjskiej sztafety 4 × 400 metrów wywalczyła srebrny medal. Na mistrzostwach świata w Londynie w tym samym roku i dwa lata później w halowych mistrzostwach Europy w Glasgow zdobyła kolejne dwa srebrne krążki w biegu rozstawnym 4 × 400 metrów.
Medalistka mistrzostw Wielkiej Brytanii.
Lekkoatletykę uprawia także jej siostra bliźniaczka Lina Nielsen.

## Osiągnięcia
| Rok  | Impreza                                 | Miejsce    | Konkurencja        | Lokata     | Wynik           |
| ---- | --------------------------------------- | ---------- | ------------------ | ---------- | --------------- |
| 2014 | Mistrzostwa świata juniorów             | Eugene     | sztafeta 4 × 400 m | 2. miejsce | 3:32,00         |
| 2015 | Mistrzostwa Europy juniorów             | Eskilstuna | bieg na 400 m      | 1. miejsce | 52,58           |
| 2015 | Mistrzostwa Europy juniorów             | Eskilstuna | sztafeta 4 × 400 m | 1. miejsce | 3:34,36         |
| 2017 | Halowe mistrzostwa Europy               | Belgrad    | bieg na 400 m      | 4. miejsce | 52,79           |
| 2017 | Halowe mistrzostwa Europy               | Belgrad    | sztafeta 4 × 400 m | 2. miejsce | 3:31,05         |
| 2017 | IAAF World Relays                       | Nassau     | sztafeta 4 × 400 m | 4. miejsce | 3:28,72         |
| 2017 | Superliga drużynowych mistrzostw Europy | Lille      | sztafeta 4 × 400 m | 4. miejsce | 3:28,96         |
| 2017 | Młodzieżowe mistrzostwa Europy          | Bydgoszcz  | bieg na 400 m      | 5. miejsce | 53,18           |
| 2017 | Młodzieżowe mistrzostwa Europy          | Bydgoszcz  | sztafeta 4 × 400 m | 4. miejsce | 3:30,74         |
| 2017 | Mistrzostwa świata                      | Londyn     | sztafeta 4 × 400 m | 2. miejsce | 3:25,00         |
| 2018 | Mistrzostwa Europy                      | Berlin     | bieg na 400 m      | 4. miejsce | 51,21           |
| 2019 | Halowe mistrzostwa Europy               | Glasgow    | sztafeta 4 × 400 m | 2. miejsce | 3:29,55         |
| 2019 | IAAF World Relays                       | Jokohama   | sztafeta 4 × 400 m | 6. miejsce | 3:28,96         |
| 2019 | Mistrzostwa świata                      | Doha       | bieg na 400 m      | półfinał   | 52,94           |
| 2019 | Mistrzostwa świata                      | Doha       | sztafeta 4 × 400 m | 4. miejsce | 3:23,02         |
| 2021 | World Athletics Relays                  | Chorzów    | sztafeta 4 × 400 m | 3. miejsce | 3:29,27         |
| 2021 | World Athletics Relays                  | Chorzów    | sztafeta mieszana  | 5. miejsce | 3:18,87 (elim.) |
| 2021 | Igrzyska olimpijskie                    | Tokio      | sztafeta 4 × 400 m | 5. miejsce | 3:22,59 (elim.) |
| 2022 | Mistrzostwa świata                      | Eugene     | sztafeta 4 × 400 m | 3. miejsce | 3:22,64         |
| 2022 | Mistrzostwa świata                      | Eugene     | sztafeta mieszana  | eliminacje | 3:14,75         |
| 2022 | Mistrzostwa Europy                      | Monachium  | bieg na 400 m      | półfinał   | 51,53           |
| 2022 | Mistrzostwa Europy                      | Monachium  | sztafeta 4 × 400 m | 3. miejsce | 3:21,74 (elim.) |
| 2023 | Mistrzostwa świata                      | Budapeszt  | sztafeta 4 × 400 m | 3. miejsce | 3:21,04         |
| 2023 | Mistrzostwa świata                      | Budapeszt  | sztafeta mieszana  | 2. miejsce | 3:11,06         |
| 2024 | Halowe mistrzostwa świata               | Glasgow    | bieg na 400 m      | 4. miejsce | 50,89           |
| 2024 | Halowe mistrzostwa świata               | Glasgow    | sztafeta 4 × 400 m | 3. miejsce | 3:26,36         |
| 2024 | Mistrzostwa Europy                      | Rzym       | bieg na 400 m      | 6. miejsce | 50,71           |
| 2024 | Igrzyska olimpijskie                    | Paryż      | bieg na 400 m      | półfinał   | 50,69           |
| 2024 | Igrzyska olimpijskie                    | Paryż      | sztafeta 4 × 400 m | 3. miejsce | 3:19,72         |
| 2024 | Igrzyska olimpijskie                    | Paryż      | sztafeta mieszana  | 3. miejsce | 3:08,01         |
| 2025 | World Athletics Relays                  | Kanton     | sztafeta 4 × 400 m | repasaże   | 3:24,46         |

## Rekordy życiowe
- bieg na 400 metrów (stadion) – 49,87 (2024)
- bieg na 400 metrów (hala) – 50,89 (2024)

3 marca 2024 w Glasgow brytyjska sztafeta 4 × 400 metrów z Nielsen na pierwszej zmianie wynikiem 3:26,36 ustanowiła halowy rekord kraju w tej konkurencji, który przetrwał do 9 marca 2025.
3 sierpnia 2024 w Paryżu brytyjska sztafeta mieszana 4 × 400 metrów z Nielsen na drugiej zmianie wynikiem 3:08,01 ustanowiła aktualny rekord kraju w tej konkurencji.
10 sierpnia 2024 w Paryżu brytyjska sztafeta 4 × 400 metrów z Nielsen na drugiej zmianie wynikiem 3:19,72 ustanowiła aktualny rekord kraju w tej konkurencji.